# Бык Маллиган

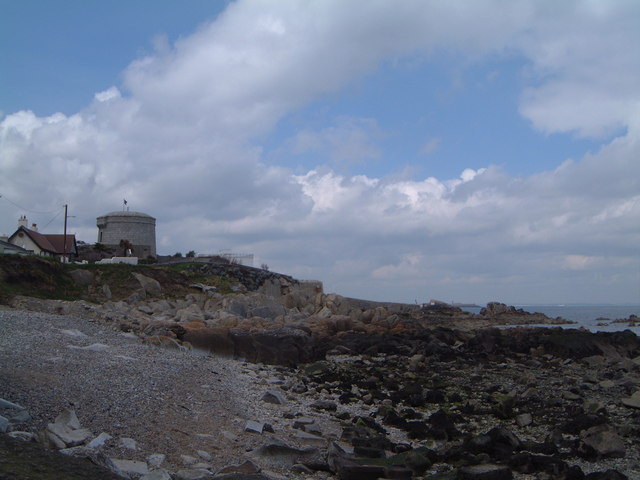
Башня Мартелло

Бык Маллиган (Мейлахи Маллиган; англ. Malachi "Buck" Mulligan) — центральный персонаж романа Джеймса Джойса «Улисс». Антагонист Стивена Дедала. Маллиган разыгрывает из себя лучшего друга Дедала, его покровителя, но при этом испытывает к нему зависть. Между ними существует интеллектуальное соперничество, в котором Маллиган стремится выиграть, используя приём «снижения» противника через шутовство и иронию. Невозможность совместного существования Маллигана и Дедала Джойс изображает через символику романа. Маллиган называет башню Мартелло «омфалом», т. е. пупом земли. Различными окольными маневрами он пытается выжить из неё Стивена.  
В «Улиссе» Маллиган является носителем карнавальной стихии: ложной, пустой, враждебной, с точки зрения Дедала-Джойса. Игровое мироощущение героя реализуется через зубоскальство, ухмылку, богохульство, цинизм. Антагонизм Маллигана и Дедала символизирует конфликт двух способов неприятия действительности. Если Дедал олицетворяет бунт гордый, романтический, «люциферовский», то Бык Маллиган — бунт карнавальный, шутовской, конформистский.
Как и многие другие персонажи «Улисса», Бык Маллиган имеет своего прототипа в «Одиссее» Гомера. Ему соответствует Антиной — самый агрессивный и дерзкий из женихов Пенелопы, главный обидчик Телемаха.